# Домбирали
Домбирали́ (каз. Домбыралы) — село у складі Аккольського району Акмолинської області Казахстану. Адміністративний центр Кенеського сільського округу.
Населення — 681 особа (2021; 889 у 2009, 875 у 1999, 1387 у 1989).
Національний склад станом на 1989 рік:
- росіяни — 55 %
- німці — 20 %.

До 2005 року село називалося Гусарка.